# Pohnpei International Airport
Pohnpei International Airport är en flygplats i Mikronesiska federationen.   Den ligger i kommunen Kolonia Municipality och delstaten Pohnpei, i den centrala delen av landet, 9 km nordost om huvudstaden Palikir. Pohnpei International Airport ligger 3 meter över havet. Den ligger på ön Dekehtik.
Terrängen runt Pohnpei International Airport är platt åt nordost, men söderut är den kuperad. Havet är nära Pohnpei International Airport norrut. Runt Pohnpei International Airport är det ganska tätbefolkat, med 120 invånare per kvadratkilometer. Närmaste större samhälle är Kolonia, 2,4 km söder om Pohnpei International Airport. 